# National Basketball Development League 2003-2004
La stagione della National Basketball Development League 2003-2004 fu la terza edizione della NBDL. La stagione si concluse con la vittoria degli Asheville Altitude, che sconfissero gli Huntsville Flight 108-106 nella finale a gara unica, dopo i tempi supplementari.
Prima dell'inizio del campionato i Greenville Groove e i Mobile Revelers (questi ultimi campioni l'anno precedente) cessarono di esistere, e la NBDL vide ai nastri di partenza sei squadre.

## Squadre partecipanti
- Asheville Altitude
- Columbus Riverdr.s
- Charleston Lowg.s

- Fayet. Patriots
- Huntsville Flight
- Roanoke Dazzle

## Classificaregular season
| Squadra               | V  | P  | PCT  | GB |
| --------------------- | -- | -- | ---- | -- |
| Asheville Altitude    | 28 | 18 | 60,9 | -- |
| Charleston Lowgators  | 27 | 19 | 58,7 | 1  |
| Huntsville Flight     | 24 | 22 | 52,2 | 4  |
| Fayetteville Patriots | 21 | 25 | 45,7 | 7  |
| Roanoke Dazzle        | 20 | 26 | 43,5 | 8  |
| Columbus Riverdragons | 18 | 28 | 35,7 | 10 |

## Play-off
|  | Semifinali | Semifinali            | Semifinali |                   |     | Finale             | Finale | Finale |  |
|  |            |                       |            |                   |     |                    |        |        |  |
|  | 1          | Asheville Altitude    | 116        |                   |     |                    |        |        |  |
|  | 1          | Asheville Altitude    | 116        |                   |     |                    |        |        |  |
|  | 4          | Fayetteville Patriots | 111        |                   |     |                    |        |        |  |
|  | 4          | Fayetteville Patriots | 111        |                   | 1   | Asheville Altitude | 108    |        |  |
|  |            |                       |            |                   | 1   | Asheville Altitude | 108    |        |  |
|  |            |                       | 2          | Huntsville Flight | 106 |                    |        |        |  |
|  | 2          | Huntsville Flight     | 2          | Huntsville Flight | 106 | 108                |        |        |  |
|  | 2          | Huntsville Flight     |            |                   |     |                    |        |        |  |
|  | 3          | Charleston Lowgators  | 100        |                   |     |                    |        |        |  |

| Campione National Basketball Development League 2003-2004 |
| --------------------------------------------------------- |
| Asheville Altitude 1º titolo                              |

## Statistiche
| Categoria             | Giocatore       | Squadra             | Stat |
| --------------------- | --------------- | ------------------- | ---- |
| Punti per gara        | Desmond Penigar | Asheville Altitude  | 19,6 |
| Rimbalzi per gara     | Rodney Bias     | Huntsville Flight   | 10,1 |
| Assist per gara       | Omar Cook       | Fayetteville Flyers | 9,0  |
| Palle rubate per gara | Omar Cook       | Fayetteville Flyers | 2,6  |
| Stoppate per gara     | Ken Johnson     | Huntsville Flight   | 2,4  |
| FG%                   | Kris Lang       | Asheville Altitude  | 61,3 |
| FT%                   | Gary Williams   | Asheville Altitude  | 95,0 |
| 3FG%                  | Rusty LaRue     | Asheville Altitude  | 49,4 |

## Premi NBDL
- Most Valuable Player: Tierre Brown, Charleston Lowgators
- Rookie of the Year: Desmond Penigar, Asheville Altitude
- Defensive Player of the Year: Karim Shabazz, Charleston Lowgators
- All-NBDL First Team
  - Josh Asselin, Roanoke Dazzle
  - Tierre Brown, Charleston Lowgators
  - Jason Collier, Fayetteville Patriots
  - Desmond Penigar, Asheville Altitude
  - Marque Perry, Roanoke Dazzle
- All-NBDL Second Team
  - Omar Cook, Fayetteville Patriots
  - Britton Johnsen, Fayetteville Patriots
  - Brandon Kurtz, Asheville Altitude
  - Philip Ricci, Huntsville Flight
  - Junie Sanders, Fayetteville Patriots (pari)
  - Ime Udoka, Charleston Lowgators (pari)